# Cinturó ajustat alcista
Un Cinturó ajustat alcista (en anglès: Bullish Belt Hold) és una espelma japonesa formada per una única espelma, un Marubozu blanc, que apareix en una tendència baixista i que indica un possible final de tendència; rep aquesta denominació perquè donada la força exhibida pels bulls els baixistes hauran d'ajustar-se el cinturó dels pantalons.

## Criteri de reconeixement
1. . La tendència prèvia és baixista
2. . S'obre la sessió amb un fortíssim gap a la baixa
3. . Immediatament els bulls ataquen i el preu d'obertura queda com el low de la sessió
4. . La sessió tanca prop del high formant un llarg cos blanc, un Marubozu blanc, que no presenta ombra superior.

## Explicació
El cinturó ajustat alcista és una espelma de canvi de tendència perquè tot i obrir amb un fortíssim gap baixista, els bulls immediatament apareixen amb molta força, omplen el gap, i porten la cotització cap amunt fins a tancar prop del high de la sessió, però no necessàriament en el high. Quan més llarg és el cos blanc més indicatiu de la força dels bulls, que han aconseguit que el low de la sessió fos tot just al preu d'obertura. Aquesta força dels bulls fa que els bears s'hagin d'ajustar els cinturons dels pantalons i preparar-se per a cobrir posicions o tancar curts.

## Factors importants
Malgrat la força dels bulls la confiança d'aquest patró és baixa i és imprescindible acompanyar el senyal amb altres confirmacions dels indicadors tècnics, d'espelmes -una llarga espelma blanca l'endemà-, o de gràfics, com ara un trencament de línia de tendència, un gap alcista o un tancament superior l'endemà.